# Пирамидион
Пирамидион (од грч. πυραμίδιον – pyramídion, деминутив од пирамида) је завршни камен или врх египатске пирамиде или обелиска. Овај архитектонски елемент имао је облик мале, правилне пирамиде и био је од великог симболичког значаја у староегипатској религији и култури, посебно у вези са култом бога Сунца Ра.

## Етимологија и назив
Термин "пирамидион" је грчког порекла. Стари Египћани су пирамидион називали бенбенет, што је женски облик речи бенбен. Бенбен је био свети камен чуван у храму бога Сунца у Хелиополису, који је симболизовао првобитно брдо из којег је, према хелиопољској космогонији, настао свет.

## Опис и карактеристике
Пирамидион је представљао минијатурну верзију саме пирамиде или је чинио врх обелиска. Имао је следеће карактеристике:
- Облик: Правилна четворострана пирамида. Угао нагиба страница пирамидиона обично је одговарао углу нагиба страница саме пирамиде на којој се налазио.[3]
- Материјал: Најчешће је израђиван од тврдог, финог камена попут гранита (посебно црног гранита), базалта или диорита. Понекад је коришћен и кречњак.
- Облога: Врхови пирамидиона су често били обложени електрумом (природна легура злата и сребра) или чистим златом како би рефлектовали сунчеву светлост и симболизовали сунчеве зраке.[1] Ова облога је ретко сачувана.
- Декорација: Многи пирамидиони, посебно они са пирамида и обелиска из каснијих периода, били су украшени урезаним хијероглифским натписима и рељефима. Натписи су обично садржали имена и титуле фараона, посвете боговима (најчешће Рау, Амону-Ра, Атуму или Хорусу), као и религиозне формуле и молитве.[4] Често су приказиване сцене фараона како приноси жртве боговима или како га богови крунишу.

## Историјска употреба

### Пирамиде
Пирамидион је био кључни елемент сваке праве пирамиде, постављан на њен сам врх. Представљао је тачку где се све странице пирамиде спајају.
- Старо краљевство: Иако се претпоставља да су све велике пирамиде Старог краљевства (нпр. Кеопсова, Кефренова, Микеринова) имале пирамидионе, ниједан није сачуван на свом месту, а само фрагменти су пронађени.
- Средње краљевство: Из овог периода сачувано је неколико значајних пирамидиона. Најпознатији је гранитни пирамидион са пирамиде Аменемхета III у Дашуру (тзв. "Црна пирамида"), који се данас чува у Египатском музеју у Каиру. Богато је украшен хијероглифима и приказима крилатог сунчевог диска и очију уџат.[4]
- Каснији периоди: И мање пирамиде из Новог краљевства и Касног периода, као и пирамиде у Нубији (кушитске пирамиде), такође су имале пирамидионе.

### Обелсици
Врхови свих обелиска били су обликовани као пирамидиони. Ово је наглашавало везу обелиска са Сунцем и његову улогу као сунчевог симбола. Као и код пирамида, пирамидиони на обелисцима су често били обложени металом да би сијали на сунцу.

### Надгробне стеле и други споменици
Пирамидиони се понекад јављају и као завршни елементи на врховима надгробних стела, посебно током Новог краљевства и каснијих периода. Такође су коришћени и на мањим споменицима и капелама.

## Симболика
Симболика пирамидиона је вишеструка и дубоко укорењена у староегипатској религији и космологији:
- Бенбен камен: Пирамидион је директно повезан са митским Бенбен каменом, који је представљао првобитно брдо из кога је настао свет и на које су пали први зраци Сунца. Пирамида у целини, а посебно њен врх, симболизовала је овај исконски брег.
- Бог Сунца Ра: Као највиша тачка грађевине, прва обасјана сунчевим зрацима, пирамидион је био посвећен богу Сунца Ра (или другим соларним божанствима попут Атума или Ра-Хорахтија). Рефлексија светлости са металне облоге додатно је наглашавала ову везу.
- Уздизање ка небу: Облик пирамиде и пирамидиона симболизовао је уздизање душе преминулог фараона ка небу и његово сједињење са боговима, посебно са Сунцем.
- Заштита и моћ: Натписи и прикази на пирамидионима често су имали заштитну функцију, призивајући божанску заштиту за фараона и његов споменик.

## Познати сачувани пирамидиони
Иако су многи пирамидиони изгубљени или уништени током времена, неколико значајних примерака је сачувано:
- Пирамидион Аменемхета III из Дашура: Израђен од црног гранита, висине око 1,4 метра, са изузетно фино уклесаним хијероглифима. Чува се у Египатском музеју у Каиру.
- Фрагменти пирамидиона са пирамида Старог краљевства (нпр. из Сакаре).
- Пирамидиони са неких мањих пирамида и гробница из Новог краљевства и Касног периода, често изложени у музејима широм света.